# N-120 (Spanje)
De N-120 is een weg in het noorden van Spanje. Hij loopt van Vigo naar de Ebro vallei.
De weg start op de Rías Bajas in Vigo. Deze stad heeft aansluitingen op de Autopista AP-9, Autovía A-57, Autovía A-55 en de N-550. De N-120 gaat richting het oosten door de Sierra del Suido langs de Mondariz-Balneario, waar thermale baden te vinden zijn, en de berg Puerto de Fontefría (790 m). Het meeste verkeer gaat nu via de Autovía A-52, beide wegen komen de vallei van de rivier Rio Miño binnen bij Ourense. De A-52 gaat, samen met de N-525 zuidwaarts. De weg gaat naar het noorden ten oosten van de vallei langs de Cañón del Sil. Daarna buigt de weg of naar het oosten richting Monforte de Lemos en gaat vervolgens weer terug de vallei van de rivier Rio Sil die het zuidelijke deel van het gebergte Cordillera Cantábrica en de dorpen La Rúa en Barco de Valdeorras passeert. 13 km ten westen van Ponferrada komt de weg samen met de A-6 en wordt dan ook, tot Astorga, de Autovía A-6.
Deze weg, de A-6, voert dan over de Montes de León langs de Puerto de Manzanal (1221 m) parallel aan de N-VI. Bij Astorga vertakt de A-6 en gaat de N-120 richting het oosten naar León parallel aan de Autopista AP-71. Bij León komt de weg samen met de N-630 en de Autovía A-66. De N-120 komt samen met de Autovía A-231 richting het oosten en kruist met de N-601. Bij Osorno la Mayor kruist de weg de N-611 de rivier Río Pisuerga en het kanaal Canal de Castilla.
Na de rivier Rio Ubierna komt de weg Burgos binnen waar hij aansluit op de N-234, N-623 en de Autovía A-1. Als de N-120 zijn weg richting het oosten vervolgt passeert hij het noorden van de Sierra de la Demanda door het plaatsje Montes de Oca bij de berg Puerto de la Pedraja (1150 m). Het gaat nu verder richting de regio Rioja voordat de weg bij Logroño de vallei van de rivier Ebro ingaat. De weg komt hier samen met de N-111, N-232, Autovía A-12 en de Autopista AP-68.
Autovías:
A-1
· A-2
· A-3
· A-4
· A-5
· A-6
· A-7
· A-8
· A-9
· A-10
· A-11
· A-12
· A-13
· A-14
· A-15
· A-16
· A-19
· A-21
· A-22
· A-23
· A-24
· A-26
· A-27
· A-28
· A-30
· A-31
· A-32
· A-33
· A-34
· A-35
· A-38
· A-40
· A-41
· A-42
· A-43
· A-44
· A-45
· A-47
· A-48
· A-49
· A-50
· A-51
· A-52
· A-53
· A-54
· A-55
· A-56
· A-57
· A-58
· A-59
· A-60
· A-62
· A-63
· A-64
· A-65
· A-66
· A-67
· A-68 
· A-70
· A-72
· A-73
· A-75
· A-76
· A-77
· A-80
· A-81
· A-83
· A-91

N-Wegen:
N-102
· N-104
· N-110
· N-111
· N-113
· N-120
· N-121
· N-121a
· N-121b
· N-121c
· N-122
· N-123
· N-124
· N-135
· N-138
· N-141
· N-145
· N-152
· N-204
· N-211
· N-220
· N-225
· N-230
· N-232
· N-234
· N-236
· N-237
· N-238
· N-240
· N-260
· N-301
· N-310
· N-320
· N-322
· N-323
· N-324
· N-325
· N-330
· N-331
· N-332
· N-333
· N-334
· N-335
· N-340
· N-341
· N-343
· N-344
· N-345
· N-350
· N-351
· N-357
· N-400
· N-401
· A-402
· N-403
· N-420
· N-431
· N-432
· N-433
· N-435
· N-441
· N-442
· N-443
· N-501
· N-502
· N-521
· N-525
· N-532
· N-536
· N-540
· N-541
· N-547
· N-550
· N-551
· N-552
· N-553
· N-554
· N-557
· N-601
· N-603
· N-610
· N-611
· N-620
· N-621
· N-622
· N-623
· N-625
· N-627
· N-629
· N-630
· N-631
· N-632
· N-634
· N-635
· N-636
· N-637
· N-640
· N-641
· N-642
· N-643
· N-651

Oude benummering Autovía's (wordt ook nog gebruikt):
N-I
· N-II
· N-III
· N-IV
· N-IVa
· N-V
· N-VI